# Sonning Lock

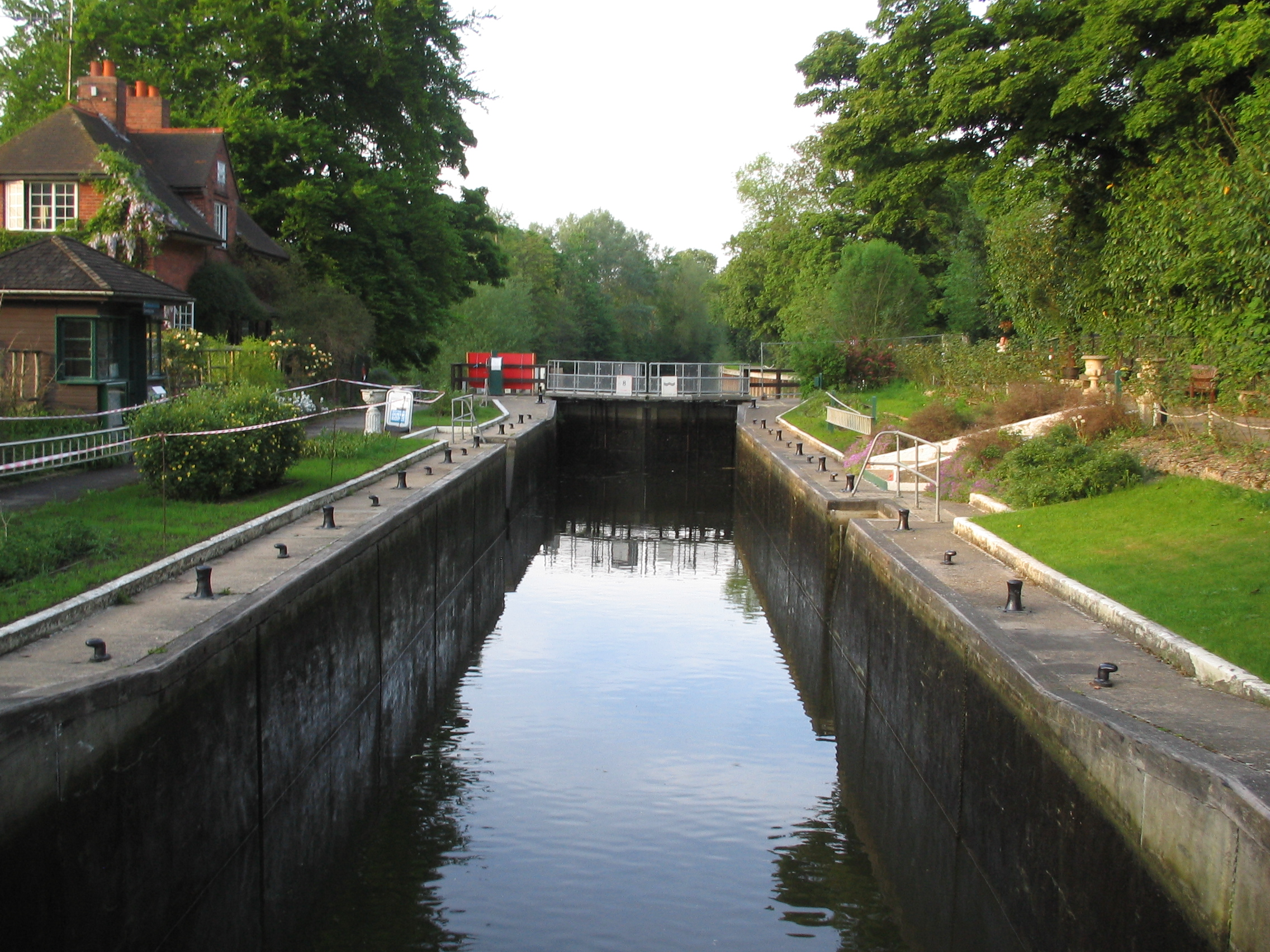
Das Sonning Lock

Das Sonning Lock ist eine Schleuse in der Themse bei Sonning in Berkshire, England. Sie liegt etwas oberhalb der Sonning Bridge, von wo aus sie leicht zu erreichen ist. Die erste Schleuse wurde 1773 durch die Thames Navigation Commission gebaut und danach dreimal erneuert. Das Wehr liegt etwas oberhalb der Schleuse, wo sich das Sonning Backwater vom Fluss trennt.

## Geschichte
Ein Wehr wird bei Sonning zuerst im 15. Jahrhundert im Besitz der Familie Blunte verzeichnet. Da zu gehörten ebenfalls eine Mühle und Fischreusen. Die Stauschleuse wurde 1773 ersetzt. Dies war die am weitesten flussaufwärtsgelegene Schleuse, die nach der Neuordnung der Schifffahrt auf der Themse 1770 gebaut wurde. Die Schleuse wurde 1771 in Auftrag gegeben, aber es dauerte zwei Jahre bis zu ihrer Fertigstellung. Für den ersten Bau wurde Fichtenholz verwendet, das jedoch schnell verrottete und 1787 durch Eichenholz ersetzt wurde. Weitere Reparaturen wurden 1827 durchgeführt, dazu wurde die alte Stauschleuse wieder in Betrieb genommen. Zu dieser Zeit wurde auch das Schleusenwärterhaus gebaut.
Von 1845 bis 1878 war James Sadler der Schleusenwärter. Sadler schrieb auch Gedichte über die Themse und sein Gedicht The Thames from Oxford to Windsor ist eine gereimte Liste von Schleusen, Brücken und Orten am Fluss.
1868 wurden neue Bauarbeiten an der Schleuse durchgeführt und das Wehr wurde 1898 erneuert. Weitere Bauarbeiten an der Schleuse wurden 1905 durchgeführt.
In Reading mündet der River Kennet in die Themse. Im Fluss liegen die Heron Island und die View Island, bevor das Caversham Lock erreicht wird.
Der Themsepfad verläuft die gesamte Strecke bis zum Caversham Lock auf der südlichen Seite der Themse. Er überquert den River Kennet auf Horseshoe Bridge, die an Isambard Kingdom Brunels Eisenbahnbrücke der Great Western Railway angebaut ist.